# 二蕊嵩草
二蕊嵩草（学名：Carex bistaminata）是薹草屬的一個種，最早由中國植物學家狄维忠與仲铭锦於1986年發表描述，當時為嵩草屬的一新種，學名為Kobresia bistaminata。1999年，有學者將本種視為嵩草（Kobresia myosuroides）的一個亞種，另有一同屬物種K. kashgarica也被認為是本亞種的異名。   
二蕊嵩草分布於中國西北部海拔2100－4500公尺處，包括內蒙古西部、新疆、西藏、甘肅、寧夏、青海、四川等省區，其穎片長約2.5－3.5毫米，較嵩草的3－4毫米稍短；果長1.8－2.3毫米，亦稍短於嵩草的2－2.8毫米。